# William Harrison Dimmick

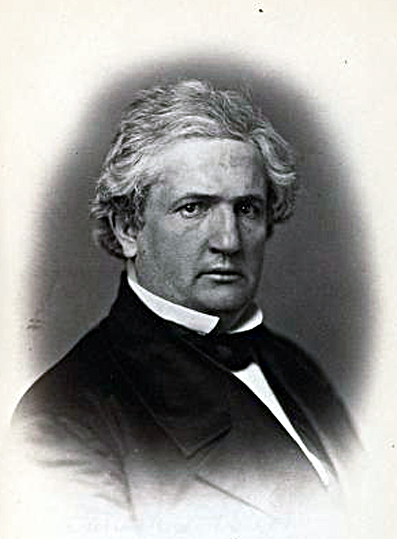
William Harrison Dimmick (1859)

William Harrison Dimmick (* 20. Dezember 1815 in Milford, Pike County, Pennsylvania; † 2. August 1861 in Honesdale, Pennsylvania) war ein US-amerikanischer Politiker. Zwischen 1857 und 1861 vertrat er den Bundesstaat Pennsylvania im US-Repräsentantenhaus.

## Werdegang
William Dimmick war der jüngere Bruder des Kongressabgeordneten Milo Melankthon Dimmick (1811–1872). Er besuchte private Schulen. Nach einem anschließenden Jurastudium und seiner 1835 erfolgten Zulassung als Rechtsanwalt begann er in Bethany in diesem Beruf zu arbeiten. Im Jahr 1842 verlegte er seinen Wohnsitz und seine Anwaltskanzlei nach Honesdale. In den Jahren 1836 und 1837 war er Staatsanwalt im Wayne County. Gleichzeitig schlug er als Mitglied der Demokratischen Partei eine politische Laufbahn ein. Von 1845 bis 1847 saß er im Senat von Pennsylvania.
Bei den Kongresswahlen des Jahres 1856 wurde Dimmick im 13. Wahlbezirk von Pennsylvania in das US-Repräsentantenhaus in Washington, D.C. gewählt, wo er am 4. März 1857 die Nachfolge von Asa Packer antrat. Nach einer Wiederwahl konnte er bis zum 3. März 1861 zwei Legislaturperioden im Kongress absolvieren. Diese waren von den Ereignissen im unmittelbaren Vorfeld des Bürgerkrieges geprägt.
Nach dem Ende seiner Zeit im US-Repräsentantenhaus praktizierte William Dimmick wieder als Anwalt. Er starb am 2. August 1861 in Honesdale.